# Nicodemus Atle Basili Hhando
Nicodemus Atle Basili Hhando (* 2. April 1926 in Bashanet; † 28. Dezember 1997) war ein tansanischer Geistlicher und römisch-katholischer Bischof von Mbulu.

## Leben
Nicodemus Atle Basili Hhando empfing am 16. Februar 1958 die Priesterweihe für das Bistum Mbarara.
Papst Paul VI. ernannte ihn am 3. Juli 1971 zum Bischof von Mbulu. Der Erzbischof von Tabora, Marko Mihayo, spendete ihm am 3. Oktober desselben Jahres die Bischofsweihe; Mitkonsekratoren waren Joseph Sipendi, Bischof von Moshi, und Bernard Mabula, Weihbischof in Tabora.
Von seinem Amt trat er am 7. März 1997 zurück.